# 田志仁
田志仁（英語：Christopher Tin，1976年5月21日—）是一位美國作曲家。曲風主要為古典樂，常為影片、遊戲、商業片作曲，曾以古典樂專輯《呼喚黎明》榮獲兩座葛萊美獎。所作樂曲以文明帝國IV《我們的天父》最為人所熟知。

## 生平

### 職業生涯
田志仁是生長於美國加州的美籍華人，他的家人來自香港。曾就讀史丹佛大學和牛津大學。在史丹佛時，他熱衷於參與太鼓、無伴奏合唱活動、音樂劇和亞特蘭大奧運合唱音樂會。1998年，他以作曲和英語文學的文學士畢業。1999年以人文學藝術碩士於史丹佛大學畢業。在牛津大學交換生時期結束後，田獲得福布萊特計劃獎學金前往倫敦皇家音樂學院研讀作曲。以全班最高成績、音樂碩士畢業，並獲得霍羅威茨作曲獎。在倫敦時，他被美國駐英大使館聘請編寫弦樂四重奏樂曲。2003年，他成為聖丹斯機構影片音樂研究室的成員。
田回到洛杉磯後持續為電視節目創作樂曲，他的第一次實習是與漢斯·季默和喬爾·麥克尼利一起。當約翰·奧特曼為X戰警2找上田時，他終於有機會創作自己的樂曲。此外，他也為蘋果公司GarageBand軟體創作展示音樂，以及PUMA的廣告、其他電視頻道配樂。

### 《我們的天父》
2005年，他的史丹佛前室友、遊戲設計師索倫·約翰遜問田是否想為文明帝國IV創作主題曲。田以史丹佛·塔李斯曼所演唱的斯瓦希里語主禱文為歌詞譜寫了一首合唱曲。這首曲子一發表，隨即在IGN、GameSpy、Game Shark累積超過20篇回應，且一直是部落格上最受人喜愛的貼文。此曲讓田於2006年獲得了兩座遊戲音響網路公會獎。
2010年12月5日，《我們的天父》被第53屆葛萊美獎提名為「最佳伴唱器樂編曲」。2011年2月13日，此曲成功獲得該獎項，也是第一次有電玩遊戲的音樂獲得葛萊美獎。《我們的天父》獲得第10屆獨立音樂獎「最佳影片/電視/多媒體類」、「世界最佳節拍音樂類」等獎項。
《我們的天父》也在世界許多不同的場合被演奏，例如：杜拜噴泉、約翰·甘迺迪表演藝術中心、皇家節日音樂廳和好萊塢露天劇場。

### 《呼喚黎明》
2009年，田的古典樂專輯《呼喚黎明（英語：Calling All Dawns）》發行。此專輯於2011年第53屆葛萊美獎以「最佳古典混合音樂專輯」和「最佳伴唱器樂編曲」榮獲兩座葛萊美獎，並獲得第10屆獨立音樂獎「現代古典樂類」提名。
專輯分為三大部分：日、夜、黎明，對應於生命、死亡、重生。裡面12首歌曲分別以12種語言演唱，有斯瓦希里語、波蘭語、法語、波斯語、毛利語和中文等。曲目歌詞從各國不同文學作品所改編而成，像是摩西五經、薄伽梵歌、日文古詩和道德經等。曲調風格加入了各個語言的音樂風格，包含非洲聲樂、歌劇、中世紀詠嘆調和愛爾蘭哭腔調。演奏歌曲的200位音樂家分別來自6大洲。

### 《滴水藏海》
田志仁的第二张专辑《滴水藏海（英語：The Drop That Contained the Sea）》发行于2014年。与《呼喚黎明》类似，此专辑中的10首歌曲以10种不同语言演唱，包括原始印欧语，土耳其语，保加利亚语等。除第一首原始印欧语反复吟唱单词“水”外，其余每首歌的歌词均源自或改编自该语言中与“水”这一主题相关的诗词，如保加利亚语的“暗云”，蒙古语的“雪之心”和梵语的“女神之河”等。由于世界上过半人口使用的母语衍生自原始印欧语，因此这一古老语言的应用从语言学的角度体现了“滴水藏海”的主题。

## 音樂製作
田所參與創作的項目：
- 《呼喚黎明》專輯
- 《滴水藏海》專輯
- X戰警2
- 星際寶貝2：史迪奇
- 但丁的地獄之旅
- 文明帝國IV
- 文明帝國VI
- 文明帝國VII
- 汽車總動員Online
- 加勒比海盜Online
- 口袋神遊戲
- 蘋果公司
- PUMA
- 微軟
- 諾基亞
- 威訊
- 摩根史坦利
- Guess服飾
- 蓋璞
- 公共電視網
- 探索頻道
- 歷史頻道
- 紐約時報電視

## 獎項
- 第53屆葛萊美獎：最佳古典混合音樂專輯（2011年）
- 第53屆葛萊美獎：最佳伴唱器樂編曲（2011年）
- 國際歌曲創作競賽：世界音樂類第一名（2010年）
- 約翰·藍儂歌曲創作競賽：世界音樂類入圍（2010年）
- 美國歌曲創作競賽：世界音樂類榮譽獎——《我們的天父》（2010年）
- 獨立音樂獎：最佳影片/電視/多媒體——《我們的天父》（2010年）
- 獨立音樂獎：世界最佳節拍音樂——《我們的天父》（2010年）
- 獨立音樂獎：最佳現代古典樂提名——《呼喚黎明》（2010年）
- 皇家音樂學院霍羅威茨作曲獎
- 考古頻道國際影視節：最佳音樂榮譽獎——Life in Limbo（2009年）
- 遊戲音響網路公會獎：最佳演唱歌曲年度最佳新秀——《我們的天父》（2007年）
- 遊戲音響網路公會獎：最佳改編音樂提名——加勒比海盜Online配樂（2007年）
- 艾美獎：最佳歷史特色——Fishbowl（2007年）
- GameSpy：最佳音樂榮譽獎——文明帝國IV（2005年）
- 聖丹斯作曲獎金（2003年）

## 外部連結
- 官方网站
- Stereo Alchemy官網 （页面存档备份，存于）
- 田志仁在互联网电影资料库（IMDb）上的資料（英文）
- YouTube上的